# Comuna Brusarți, Montana
Brusarți (în bulgară Брусарци) este o comună în regiunea Montana, Bulgaria, formată din orașul Brusarți și satele Bukoveț, Dondukovo, Dăbova Mahala, Kiselevo, Kneajeva Mahala, Kriva Bara, Odorovți, Smirnenski și Vasilovți. 

## Demografie
Componența etnică a comunei Brusarți
     Nicio identificare (2,77%)
     Romi (18,58%)
     Bulgari (78,29%)
     Turci (0,05%)
     Altele (0,27%)
La recensământul din 2011, populația comunei Brusarți era de 5.078 locuitori. Din punct de vedere etnic, majoritatea locuitorilor (78,29%) erau bulgari, cu o minoritate de romi (18,58%). Pentru 2,77% din locuitori nu este cunoscută apartenența etnică.